# Aron Earl
Aron Patrick Earl (* 27. März 2005) ist ein peruanischer Leichtathlet, der sich auf Sprint spezialisiert hat.

## Sportliche Laufbahn
Erste internationale Erfahrungen sammelte Aron Earl im Jahr 2021, als er bei den U18-Südamerikameisterschaften in Encarnación in 10,99 s den sechsten Platz im 100-Meter-Lauf belegte und mit der peruanischen 4-mal-100-Meter-Staffel in 41,78 s die Bronzemedaille gewann. Im Jahr darauf gewann er bei den Jugend-Südamerikaspielen in Rosario in 10,65 s die Silbermedaille über 100 Meter und belegte in 22,54 s den fünften Platz im 200-Meter-Lauf. Anschließend schied er bei den Juegos Bolivarianos in Valledupar mit 10,91 s im Vorlauf aus und gelangte mit der Staffel mit 41,44 s auf Rang sechs. Im August verpasste er bei den U20-Weltmeisterschaften in Cali mit 40,96 s den Finaleinzug im Staffelbewerb und im September gewann er bei den U18-Südamerikameisterschaften in São Paulo in 10,64 s die Bronzemedaille über 100 Meter und wurde in 21,92 s Fünfter über 200 Meter. Kurz darauf schied er bei den U23-Südamerikameisterschaften in Cascavel mit 10,68 s im Vorlauf über 100 Meter aus und belegte mit der Staffel in 40,73 s den sechsten Platz. Im Oktober nahm er dann an den Südamerikaspielen in Asunción teil und schied dort mit 10,68 s in der ersten Runde über 100 Meter aus. 2023 verpasste er bei den U20-Südamerikameisterschaften in Bogotá mit 10,63 s den Finaleinzug über 100 Meter. Anschließend schied er bei den Südamerikameisterschaften in São Paulo mit 10,45 s im Vorlauf aus und kam dann bei den U20-Panamerikameisterschaften in Mayagüez mit 10,98 s ebenfalls nicht über die Vorrunde hinaus. Im Jahr darauf gewann er bei den Hallensüdamerikameisterschaften in Cochabamba in 6,76 s die Silbermedaille im 60-Meter-Lauf hinter dem Brasilianer Felipe Bardi. Im Mai schied er bei den Ibero-Amerikanischen Meisterschaften in Cuiabá mit 10,53 s im Vorlauf über 100 Meter aus und belegte mit der Staffel in 41,35 s den sechsten Platz. Im Juli gewann er bei den U20-Südamerikameisterschaften in Lima in 10,66 s die Silbermedaille über 100 Meter und belegte im Staffelbewerb in 42,31 s den vierten Platz. Anschließend schied er bei den U20-Weltmeisterschaften ebendort mit 10,70 s und 22,12 s jeweils in der ersten Runde über 100 und 200 Meter aus und verpasste mit der Staffel mit 41,80 s den Finaleinzug. Im September belegte er bei den U23-Südamerikameisterschaften in Bucaramanga in 10,50 s den fünften Platz über 100 Meter.
2025 verpasste er bei den Hallensüdamerikameisterschaften in Cochabamba mit 6,79 s den Finaleinzug über 60 Meter. Ende April schied er bei den Südamerikameisterschaften in Mar del Plata mit 10,56 s im Vorlauf über 100 Meter aus.
In den Jahren 2023 und 2025 wurde Earl peruanischer Meister im 100-Meter-Lauf.

## Persönliche Bestleistungen
- 100 Meter: 10,45 s (+0,6 m/s), 28. Juli 2023 in São Paulo (peruanischer U20-Rekord)
  - 60 Meter (Halle): 6,76 s, 27. Januar 2024 in Cochabamba (peruanischer Rekord)
- 200 Meter: 21,92 s (−1,0 m/s), 10. September 2022 in São Paulo